# Okręg wyborczy McMillan
Okręg wyborczy McMillan (ang. Division of McMillan) – jednomandatowy okręg wyborczy do Izby Reprezentantów Australii, położony w stanie Wiktoria.
Pierwsze wybory odbyły się w nim w 1949 roku, a jego patronem jest odkrywca Angus McMillan (1810–1865).
Od 2004 roku posłem z tego okręgu był Russell Broadbent z Liberalnej Partii Australii.

## Lista posłów
Lista posłów z okręgu McMillan:
| okres urzędowania | poseł             | przynależność              |
| ----------------- | ----------------- | -------------------------- |
| 1949–1955         | Geoffrey Brown    | Liberalna Partia Australii |
| 1955–1972         | Alex Buchanan     | Liberalna Partia Australii |
| 1972–1972         | Alex Buchanan     | niezależny                 |
| 1972–1975         | Arthur Hewson     | Partia Agrarna             |
| 1975–1980         | Barry Simon       | Liberalna Partia Australii |
| 1980–1990         | Barry Cunningham  | Australijska Partia Pracy  |
| 1990–1993         | John Riggall      | Liberalna Partia Australii |
| 1993–1996         | Barry Cunningham  | Australijska Partia Pracy  |
| 1996–1998         | Russell Broadbent | Liberalna Partia Australii |
| 1998–2004         | Christian Zahra   | Australijska Partia Pracy  |
| od 2004           | Russell Broadbent | Liberalna Partia Australii |